# Agustí Julbe
Agustí Julbe Bosch (Barcellona, 3 maggio 1972) è un allenatore di pallacanestro e dirigente sportivo spagnolo.

## Palmarès
- Basketball Africa League: 2

Zamalek: 2021
Al-Ahly: 2023